# 木原城 (肥後国)
木原城（きわらじょう）は、熊本県熊本市南区富合町にあった日本の城。

## 概要
木原城は中世に築かれた山城である。球磨郡の相良氏によって八代城を追われた名和氏が拠っていた。城跡には麓にある木原不動（日本三大不動尊の一つともいう）の奥の院があり、東麓には楼門が国の重要文化財に指定されている六殿神社がある。

## 構造
木原城は、南側を除く三方をU字形の尾根筋に囲まれた、40m×30mの窪地に位置している。尾根筋は、西側のみ一部に堀切が認められる以外は自然地形のままである。
城地内からは擂鉢・青磁などの遺物が露頭しており、城域南端には現在も水を湛える井戸が存在するほか、周辺には「水汲谷」「午時水谷」などの名称のついた湧水地が存在している。麓との比高差120mという高所にあるにもかかわらず、居住性に富む性格を有する。加えて、城域より約20メートル北の尾根先に「小城（こじょう）」という字名のついた平坦地がある。東西約80m、南北約20mの狭い空間だが、南側以外は急峻な地形となっており、唯一尾根続きの南側にも堀切が刻まれていて、「詰城」的な機能を有していたとみられる。
以上、きわめて小規模ながら「城」と「館」を内包した造りとなっている点が特徴的である。

## 歴史
木原城の築城年代には諸説あって判然としない。
文亀3年（1503年）、肥後国守護職を押領していた宇土為光を宇土城に滅ぼした、相良長毎・菊池能運の連合軍に古麓城（八代城）を追われた名和顕忠は、阿蘇氏の監督下に入り同城へ移った。
しかし翌永正元年（1504年）、肥後守護を奪還した能運が急逝すると、宇土城代を勤めていた城為冬は城を捨てて本国へ帰還し、宇土城は空城になった。そこで、為光の娘婿だった顕忠が宇土城へ入り、名和系宇土氏初代となる。
以後の木原城の歴史は詳らかでない。